# Lutomyia hemiptera
Lutomyia hemiptera är en tvåvingeart som först beskrevs av Charles Howard Curran 1929.  Lutomyia hemiptera ingår i släktet Lutomyia och familjen myllflugor.
Artens utbredningsområde är Manitoba. Inga underarter finns listade i Catalogue of Life.